# لیوبوفکا (باشقیرستان)
لیوبوفکا (انگلیسی: Lyubovka, Republic of Bashkortostan) یک شهرک در شهرستان استرلیتاماکسکی استان باشقیرستان کشور روسیه است.